# Mormântul Reginei Roșii

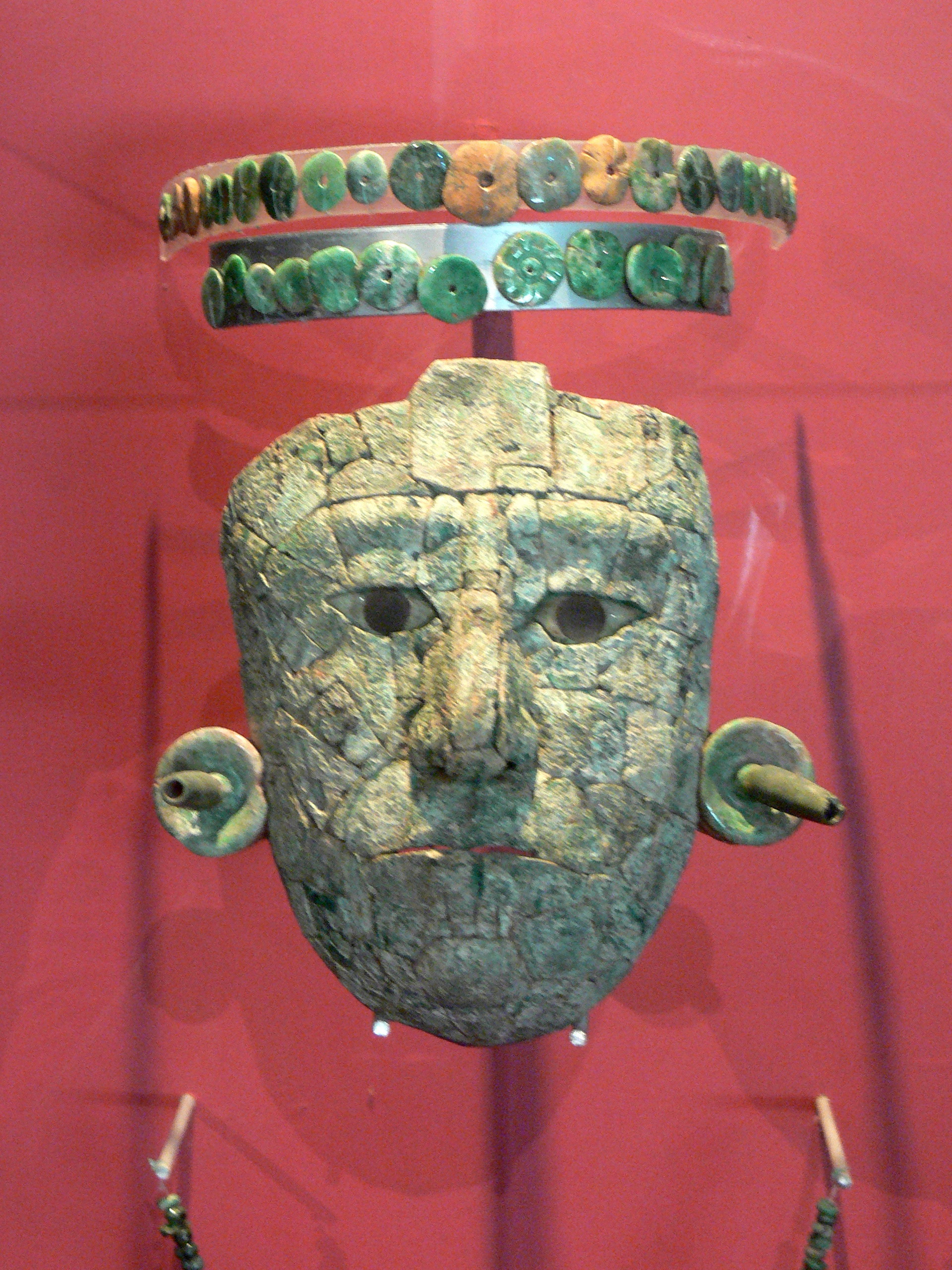
Masca Reginei Roșii din mormântul descoperit în Templul al XIII-lea din Palenque. Diadema și masca au fost confecționate din bucățele de malachit și de jad

Mormântul Reginei Roșii este o cameră mortuară care conține rămășițele unei necunoscute femei mayașe nobile care se află în Templul al XIII-lea din ruinele orașului mayaș antic Palenque, acum în statul Chiapas din sudul Mexicului. El a fost datat undeva între 600 e.n. și 700 e.n.. Mormântul a fost descoperit în anul 1994 de către arheologul mexican Fanny López Jiménez.